# Antonio Negrini
Antonio Negrini (* 28. Januar 1903 in Molare; † 25. September 1994 ebenda) war ein italienischer Radrennfahrer.

## Sportliche Laufbahn
Negrini, der den zweiten Vornamen Giuseppe trug, war Straßenradsportler und Teilnehmer der Olympischen Sommerspiele 1924 in Paris. Im olympischen Einzelzeitfahren  wurde er beim Sieg von Armand Blanchonnet als 15. klassiert. Die italienische Mannschaft belegte in der Mannschaftswertung den 5. Platz.
Von 1925 bis 1937 war er als Berufsfahrer in Radsportteams in Italien und Frankreich aktiv, 1928 hatte er auch einen Vertrag mit dem deutschen Team Opel-Torpedo. Seine bedeutendsten Erfolge waren die Siege im Giro della Romagna 1928 und im Rennen Rom–Neapel–Rom 1928, im Giro del Piemonte 1929 vor Alfredo Binda, sowie in der Lombardei-Rundfahrt 1932. Im Giro d’Italia 1927 belegte er beim Sieg von Alfredo Binda den dritten Platz. Den Giro bestritt er siebenmal.
1928 gewann er das Sechstagerennen von Leipzig mit Costante Girardengo als Partner. 1935 siegte er im Etappenrennen Critérium du Midi, wobei er zwei Tageserfolge erzielte.